# Josef Fink (Politiker, 1894)
Josef Fink (* 13. Februar 1894 in Innsbruck; † 22. Mai 1973 ebenda) war ein österreichischer Politiker (ÖVP).

## Leben
Nach dem Besuch des Gymnasiums in Hall in Tirol und dem Studium der Geschichte und Geographie an der Universität Innsbruck wurde er geprüfter Parlamentsstenograph. 1919 übernahm er den Pensionsgasthof Volderwildbad in Tirol, verbunden mit einem Sägewerk und Landwirtschaft. Von 1928 bis 1936 war er Bürgermeister der Gemeinde Großvolderberg, 1936 bis 1938 Abgeordneter des Tiroler Landtags. 1939 kam er ins Gefängnis, 1944 in das Lager Reichenau. Von 1949 bis 1962 war er für die ÖVP Abgeordneter im Nationalrat.

## Auszeichnungen
- 1957: Großes Silbernes Ehrenzeichen für Verdienste um die Republik Österreich[1]
- 1958: Ehrenzeichen des Landes Tirol